# Jubilee (álbum de Sex Pistols)
Jubilee es una recopilación de sencillos de los Sex Pistols que fue lanzada en 2002 celebrando el aniversario 25 del Jubileo de la reina Isabel II. 
El álbum también incluyó videos promocionales para God Save the Queen, Anarchy in the U.K. y Pretty Vacant.
"Pretty Vacant (Live)" procede de uno de los conciertos de la reunión de 1996. "Silly Thing" no es la versión del tema que aparece en el álbum The Great Rock 'N' Roll Swindle, en la cual canta Steve Jones en lugar de Paul Cook.

## Listado De Temas
1. "God Save the Queen"
2. "Anarchy in the UK"
3. "Pretty Vacant"
4. "Holidays in the Sun"
5. "No One Is Innocent"
6. "My Way"
7. "Something Else"
8. "Friggin' in the Riggin'"
9. "Silly Thing"
10. "C'mon Everybody"
11. "Great Rock 'N' Roll Swindle"
12. "(I'm Not Your) Steppin' Stone"
13. "Pretty Vacant (Live)"
14. "EMI (Unlimited Edition)"

- Datos: Q825296